# 人民资本主义
人民资本主义是盛行于1950年代中期美国的一种概念，支持這一概念的人認為，大量公司的股權通過股權交易等各種方式由眾多工人持有，人民控制著公司，因而人民也是資本家，資本主義已經出現質變，並具有人民性。它由广告委员会的西奥多·瑞普莱尔借以美国经济系统的名义而推广。该概念由德怀特·戴维·艾森豪威尔总统倡导创建并由美国新闻署广泛推广。它致力于在全球冷战大背景下，在世界范围内大力宣传美国经济成功之处。宣传者描绘了美国一个繁荣的没有阶级对抗的社会并与苏联和中国的社会主义的“奴隶们“形成了对比。
瑞普莱尔相信资本主义早已臭名昭著，并认为一个赞美美国资本主义制度的国际运动正是他所想要的。
实际上，瑞普莱尔并不是“美国已经实现了无阶级的存在”这个概念的发明者。1953年发行的赫斯特杂志《漂亮屋子》这样宣传到：“我们的房子在某种程度上,就像我们的阶级结构“。
宣传活动在一个展览上首次测试，用于赞扬由华盛顿特区在1956年推动的“人民资本主义”的进步，并违反了1948年通过的禁令——《信息与教育交流法案》，该法案禁止美国人对外宣传。政府接着安排了“人民资本主义”的展览并在世界范围内的国际博览会展出。该概念得到了美国出版界主力的大力支持,比如大力赞扬美国的“人民资本主义”的《生活》和《纽约时报》。

## 脚注
1. ↑  . 罗文东主编 合肥：安徽人民出版社 2008 第50页.
2. ↑  Hixson 1998, pp. 155-184.
3. ↑  Castillo 2010, p. 139.
4. ↑  Castillo 2010, p. 125.